# 灰叶堇菜
灰叶堇菜（学名：Viola delavayi）为堇菜科堇菜属的植物，是中国的特有植物。分布在中国大陆的贵州、云南、四川等地，生长于海拔1,800米至2,800米的地区，一般生于草坡、山地林缘或溪谷潮湿处，目前尚未由人工引种栽培。

## 异名
- Viola delavayi Franch. var. villosa W. Becker